# Нектар (Алабама)
Нектар (англ. Nectar) — місто (англ. town) в США, в окрузі Блаунт штату Алабама. Населення — 379 осіб (2020).

## Географія
Нектар розташований за координатами 33°58′47″ пн. ш. 86°37′14″ зх. д. / 33.97972° пн. ш. 86.62056° зх. д. (33.979779, -86.620614).  За даними Бюро перепису населення США в 2010 році місто мало площу 4,73 км², з яких 4,69 км² — суходіл та 0,04 км² — водойми.

## Демографія
Згідно з переписом 2010 року, у місті мешкало 345 осіб у 137 домогосподарствах у складі 103 родин. Густота населення становила 73 особи/км².  Було 152 помешкання (32/км²).
Расовий склад населення:
| - 95,7 % — білих - 2,0 % — чорних або афроамериканців - 0,6 % — корінних американців - 0,6 % — азіатів |

До двох чи більше рас належало 1,2 %. Частка іспаномовних становила 4,6 % від усіх жителів.
За віковим діапазоном населення розподілялося таким чином: 24,6 % — особи молодші 18 років, 60,6 % — особи у віці 18—64 років, 14,8 % — особи у віці 65 років та старші. Медіана віку мешканця становила 38,2 року. На 100 осіб жіночої статі у місті припадало 89,6 чоловіків;  на 100 жінок у віці від 18 років та старших — 103,1 чоловіків також старших 18 років.
Середній дохід на одне домашнє господарство  становив 48 759 доларів США (медіана — 35 313), а середній дохід на одну сім'ю — 63 791 долар (медіана — 46 429). За межею бідності перебувало 18,3 % осіб, у тому числі 19,2 % дітей у віці до 18 років та 10,4 % осіб у віці 65 років та старших.
Цивільне працевлаштоване населення становило 120 осіб. Основні галузі зайнятості: роздрібна торгівля — 20,8 %, освіта, охорона здоров'я та соціальна допомога — 15,8 %, транспорт — 14,2 %.